# Buenoa arida
Buenoa arida är en insektsart som beskrevs av Truxal 1953. Buenoa arida ingår i släktet Buenoa och familjen ryggsimmare. Inga underarter finns listade i Catalogue of Life.